# 日月光中心广场 (重庆)
日月光中心广场是中國重慶市渝中區解放碑中央商务区的一個地產發展項目，由台灣日月光半導體大股東張虔生家族所主導，项目最终方案由一座大型裙楼，以及裙楼上盖之五栋超高塔楼组成。
五栋塔楼按高度从低到高命名为R1，194米，R2，203米，R3，236米，R5，149米，R6，250米。广场地下与重庆轨道交通较场口站站厅直接相连。商业中心曾开设重庆市首家免税店。日月光中心的上盖塔楼为解放碑地区少有的超高住宅。

## 周围交通
项目附近车站
- 重庆轨道交通较场口站
- 重庆索道交通新华路站